# Robert B. Crosby
Robert Berkey Crosby, född 26 mars 1911 i North Platte, Nebraska, död 7 januari 2000 i Lincoln, Nebraska, var en amerikansk republikansk politiker. Han var Nebraskas viceguvernör 1947–1949 och guvernör 1953–1955. Han kallades "The Boy Governor from North Platte".
Crosby studerade vid Hastings College, University of Minnesota och Harvard Law School. Därefter inledde han sin karriär som advokat i North Platte.
Crosby tillträdde 1947 som Nebraskas viceguvernör och efterträddes 1949 av Charles J. Warner. År 1953 efterträdde han sedan Val Peterson som Nebraskas guvernör och efterträddes 1955 av Victor Emanuel Anderson.
Crosby avled 2000 och gravsattes på begravningsplatsen Lincoln Memorial Park i Lincoln.